# Bledovska puščava
Bledovska puščava (poljsko Pustynia Błędowska) je edina puščava na Poljskem in ena izmed petih naravnih puščav v Evropi. Leži v Šlezijskem vojvodstvu na jugu Poljske, vzhodno od mesta Dąbrowa Górnicza. Ime je dobila po najvzhodnejši četrti tega mesta, Błędowu. Nekoč veliko večja, ima danes površino le 32 km² in se stalno zmanjšuje. Kljub temu je še vedno največje peščeno območje z naravnimi sipinami v Srednji Evropi, ki ne leži ob morju.
Nastala je v srednjem veku kot posledica zniževanja nivoja podtalnih vodá in zaradi specifične geološke strukture. Plast peska je tukaj debela od 40 do 70 metrov, kar je pospešilo presihanje tal in odmiranje gozdov na tem območju. Nekoč so v Bledovski puščavi beležili pojav fatamorgane. Trenutno se puščava zaradi človekove dejavnosti in posledično dvigujočega se nivoja podtalnice vse bolj zarašča.